# Dacia 1320
La Dacia 1320 est une automobile de type berline, fabriquée et vendue principalement en Roumanie. Il s'agit d'une version deux volumes - cinq portes de la Dacia 1300, elle-même une Renault 12 construite sous licence en Roumanie. Elle bénéficie également d'une face avant entièrement revue, ce qui l'éloigne encore plus visuellement de la Renault 12 originale.

## Site(s) de production
Cette automobile est fabriquée dans le site de Mioveni, en Roumanie.

## Succession
Elle sera remplacée par la Dacia 1325.

## Production
Ce modèle ne sera produit que de 1987 à 1990.